# Johann Friedrich Schulte
Johann Friedrich Schulte, česky Jan Bedřich Schulte (23. dubna 1827 Winterberg – 19. prosince 1914 Merano), byl německý a rakouský právník, odborník na církevní právo, vysokoškolský pedagog a politik německé národnosti, působící mj. v Čechách, koncem 60. let 19. století poslanec Českého zemského sněmu a rektor Karlo-Ferdinandovy univerzity, později poslanec německého Říšského sněmu.

## Biografie
Vystudoval práva v Berlíně. Získal titul doktora práv. Nastoupil na praxi k berlínskému krajskému a komornímu soudu. Později byl činný u apelačního soudu ve Vestfálsku. Od roku 1852 pracoval u zemského soudu v Bonnu. Od podzimu 1853 byl soukromým docentem na právnické fakultě Univerzity v Bonnu a již od roku 1854 mimořádným profesorem církevního a německého práva na Karlo-Ferdinandově univerzitě v Praze, kam ho povolal Lev Thun-Hohenstein. Od 11. listopadu 1855 byl řádným profesorem téhož oboru. V roce 1858, 1864 a 1866 zastával post děkana profesorského kolegia právnické fakulty a v letech 1868–1869 zastával funkci rektora Karlo-Ferdinandovy univerzity. Od listopadu 1863 až do jejího rozpuštění byl členem ministerské vyučovací rady ve Vídni a od roku 1856 i členem právní zkušební komise v Praze. Do roku 1871 byl radou pražské konzistoře a manželského soudu. V letech 1873–1906 působil opět v Bonnu. Byl členem Akademie věd ve Vídni a Královské české společnosti nauk. Náležel mezi zakladatele vědy o kanonickém právu a byl prvním zpracovatelem církevního práva coby samostatného oboru. Publikoval četné odborné práce. Roku 1855 získal Zlatou medaili za umění a vědy, v dubnu 1857 mu papež Pius IX. udělil Řád svatého Řehoře Velikého. V srpnu 1868 získal i rakouský Řád železné koruny, čímž byl povýšen do rytířského stavu.
V 60. letech se zapojil i do vysoké politiky. V letech 1868–1869 usedl na Český zemský sněm, kde působil jako virilista (tedy poslanec z titulu své funkce rektora pražské univerzity). V letech 1874–1879 zasedal na německém Říšském sněmu, kde reprezentoval stranu národních liberálů (Nationalliberale Partei).
Počátkem 70. let se podílel na zakládání starokatolické církve.
V roce 1906 odešel do penze. Odstěhoval se do Obermais u Merana, kde zemřel v prosinci 1914.